# Leichtathletik-Weltmeisterschaften 2007/20 km Gehen der Männer

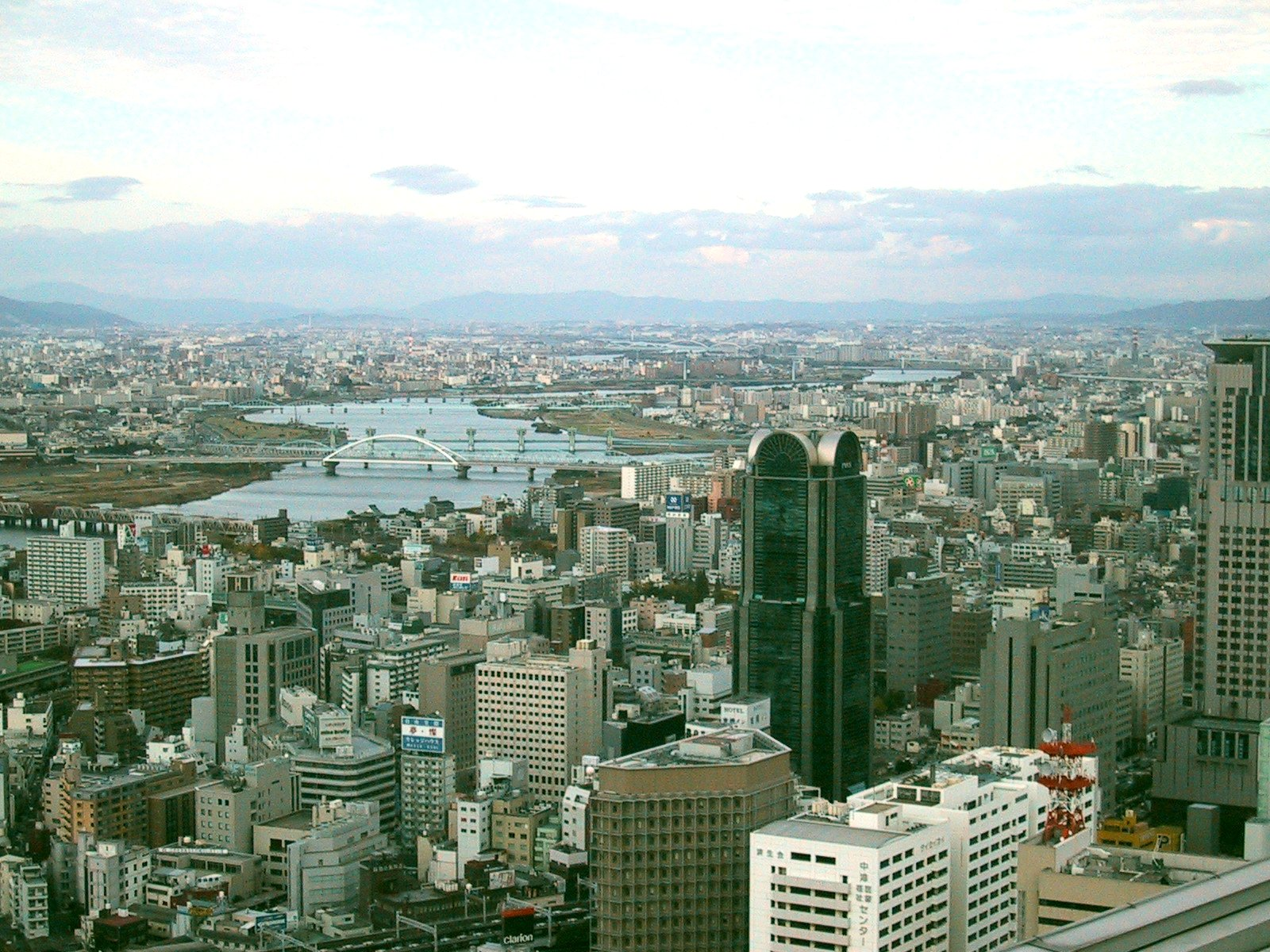
Osaka, Panorama der Stadt

Das 20-km-Gehen der Männer bei den Leichtathletik-Weltmeisterschaften 2007 wurde am 26. August 2007 in den Straßen der japanischen Stadt Osaka ausgetragen.
Auf den Plätzen eins und zwei gab es dasselbe Ergebnis wie bei den beiden zurückliegenden Weltmeisterschaften 2003 und 2005. Es gewann der Olympiasieger von 1996, zweifache Weltmeister (2003/2005), WM-Dritte von 1999, und Weltrekordinhaber Jefferson Pérez aus Ecuador.

Zweiter wurde der spanische Olympiazweite von 2004, zweifache Vizeweltmeister (2003/2005) und zweifache Europameister (2002/2006) Francisco Javier Fernández.

Bronze ging an den Tunesier Hatem Ghoula.

## Bestehende Rekorde
| Weltrekord | 1:17:21 h | Jefferson Pérez | WM 2003 in Paris, Frankreich | 23. August 2003 |
| WM-Rekord  | 1:17:21 h | Jefferson Pérez | WM 2003 in Paris, Frankreich | 23. August 2003 |

Der bestehende WM-Rekord wurde bei diesen Weltmeisterschaften nicht eingestellt und nicht verbessert.

## Durchführung
Hier gab es keine Vorrunde, alle 42 Geher traten gemeinsam zum Finale an.

## Ergebnis
26. August 2007, 8:00 Uhr

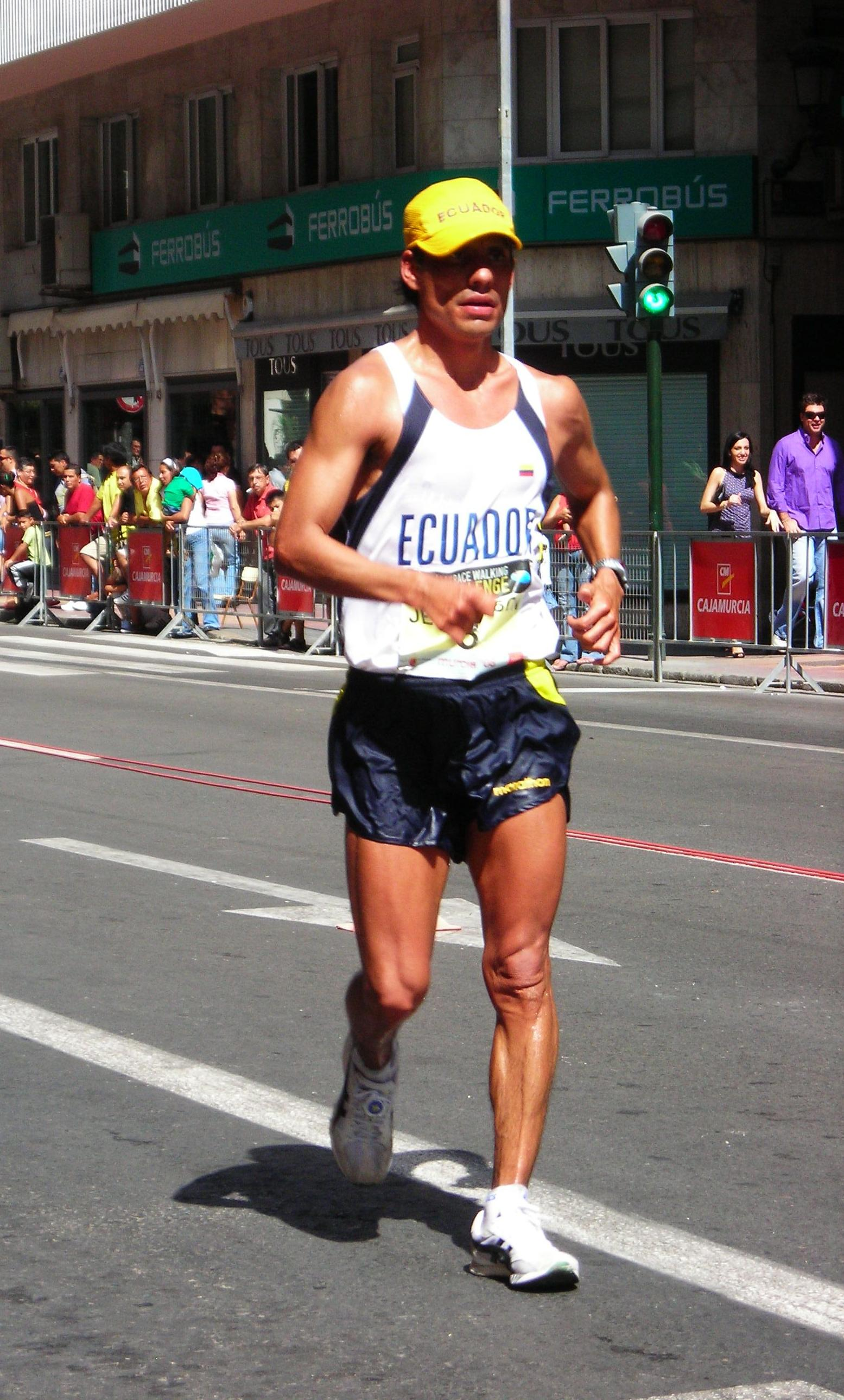
Zum dritten Mal in Folge Weltmeister: Jefferson Pérez – 1996 Olympiasieger und Weltrekordinhaber

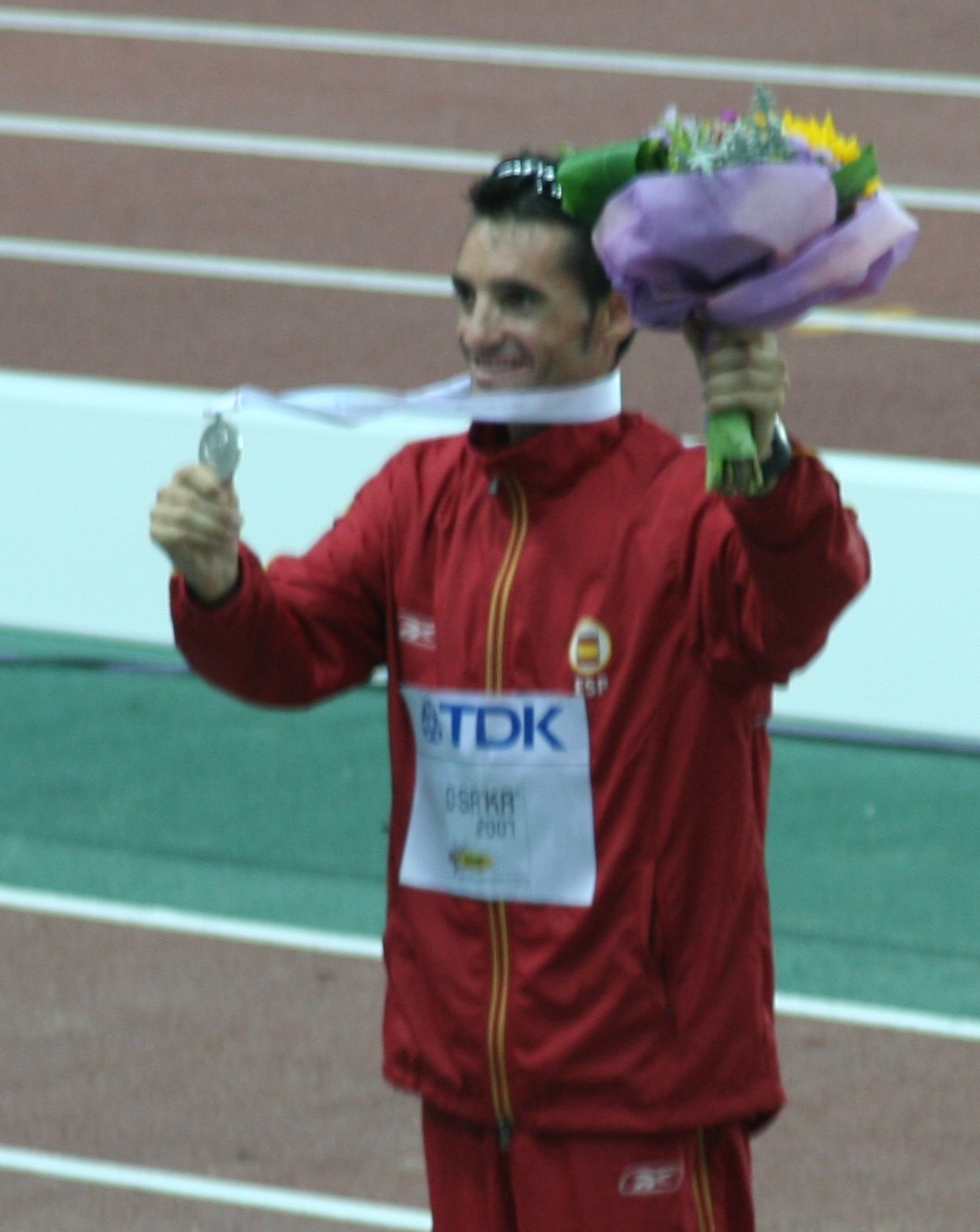
Francisco Javier Fernández präsentierte seine Silbermedaille

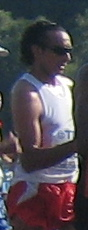
Bronzemedaillengewinner Hatem Ghoula

Dieser Wettbewerb litt trotz früher Startzeit unter den extremen äußeren Bedingungen und auch organisatorischen Unzulänglichkeiten – so gab es nach etwa einer Stunde keine nassen Schwämme zum Abkühlen mehr. Es kam zu mehreren Aufgaben und Zusammenbrüchen. Von 42 Teilnehmern erreichten 32 das Ziel. Auf der Strecke und im Stadion spielten sich dramatische Szenen ab: Mehrere Sportler mussten aufgrund der Dehydrierung herausgetragen werden, auch der Sieger brach unmittelbar nach dem Überqueren der Ziellinie mit einem Krampf zusammen.
Der einzige deutsche Teilnehmer André Höhne erlitt zweihundert Meter vor dem Ziel im Stadion an Position vier liegend einen schweren Zusammenbruch und musste ins Krankenhaus gebracht werden. Zuvor war er, anstatt ins Stadion einzulaufen, circa fünfzig Meter einem überrundeten Geher gefolgt, ohne dass er direkt auf seinen Fehler hingewiesen wurde. Wie üblich kam es zu zahlreichen Disqualifikationen aufgrund unsauberen Gehens: So wurde der aktuelle Olympiasieger Ivano Brugnetti bereits fünf Kilometer vor dem Ziel aus dem Rennen genommen. Spektakulär waren auch die Umstände rund um die Silbermedaille: Der zweitplatzierte Geher Francisco Javier Fernández, der seinen klar vor ihm liegenden tunesischen Gegner deutlich laufend erst kurz vor der Ziellinie überholte, wurde zunächst disqualifiziert, jedoch nach erfolgreichem Protest wieder auf Rang zwei gewertet.
| Platz | Name                       | Nation              | Zeit (h) |
| ----- | -------------------------- | ------------------- | -------- |
| 1     | Jefferson Pérez            | Ecuador             | 1:22:20  |
| 2     | Francisco Javier Fernández | Spanien             | 1:22:40  |
| 3     | Hatem Ghoula               | Tunesien            | 1:22:40  |
| 4     | Eder Sánchez               | Mexiko              | 1:23:36  |
| 5     | Giorgio Rubino             | Italien             | 1:23:39  |
| 6     | Robert Heffernan           | Irland              | 1:23:42  |
| 7     | Luke Adams                 | Australien          | 1:23:52  |
| 8     | Erik Tysse                 | Norwegen            | 1:24:10  |
| 9     | Ilja Markow                | Russland            | 1:24:35  |
| 10    | Alex Schwazer              | Italien             | 1:24:39  |
| 11    | Kōichirō Morioka           | Japan               | 1:24:46  |
| 12    | Rolando Saquipay           | Ecuador             | 1:25:03  |
| 13    | Li Gaobo                   | Volksrepublik China | 1:25:30  |
| 14    | Matej Tóth                 | Slowakei            | 1:25:57  |
| 15    | Park Chil-sung             | Südkorea            | 1:26:08  |
| 16    | Juan Manuel Molina         | Spanien             | 1:26:26  |
| 17    | Benjamin Kuciński          | Polen               | 1:26:43  |
| 18    | Andriy Kovenko             | Ukraine             | 1:26:44  |
| 19    | Akihiro Sugimoto           | Japan               | 1:26:45  |
| 20    | Kim Hyun-sub               | Südkorea            | 1:26:51  |
| 21    | Takayuki Tanii             | Japan               | 1:26:52  |
| 22    | Luis Fernando López        | Kolumbien           | 1:27:22  |
| 23    | Benjamín Sánchez           | Spanien             | 1:27:29  |
| 24    | Hassanine Sebei            | Tunesien            | 1:27:35  |
| 25    | João Vieira                | Portugal            | 1:27:44  |
| 26    | Rafał Augustyn             | Polen               | 1:27:54  |
| 27    | Iwan Trozki                | Belarus             | 1:27:56  |
| 28    | Kevin Eastler              | USA                 | 1:28:29  |
| 29    | Han Yucheng                | Volksrepublik China | 1:31:58  |
| 30    | Dong Jimin                 | Volksrepublik China | 1:32:03  |
| 31    | Timothy Seaman             | Vereinigte Staaten  | 1:33:58  |
| 32    | Predrag Filipović          | Serbien             | 1:35:51  |
| DNF   | Waleri Bortschin           | Russland            |          |
| DNF   | Sérgio Vieira              | Portugal            |          |
| DNF   | André Höhne                | Deutschland         |          |
| DSQ   | Daniel García              | Mexiko              |          |
| DSQ   | Igor Yerokhin              | Russland            |          |
| DSQ   | Gustavo Restrepo           | Kolumbien           |          |
| DSQ   | Ivano Brugnetti            | Italien             |          |
| DSQ   | Andrés Chocho              | Ecuador             |          |
| DSQ   | Gabriel Ortiz              | Mexiko              |          |
| DSQ   | Jared Tallent              | Australien          |          |

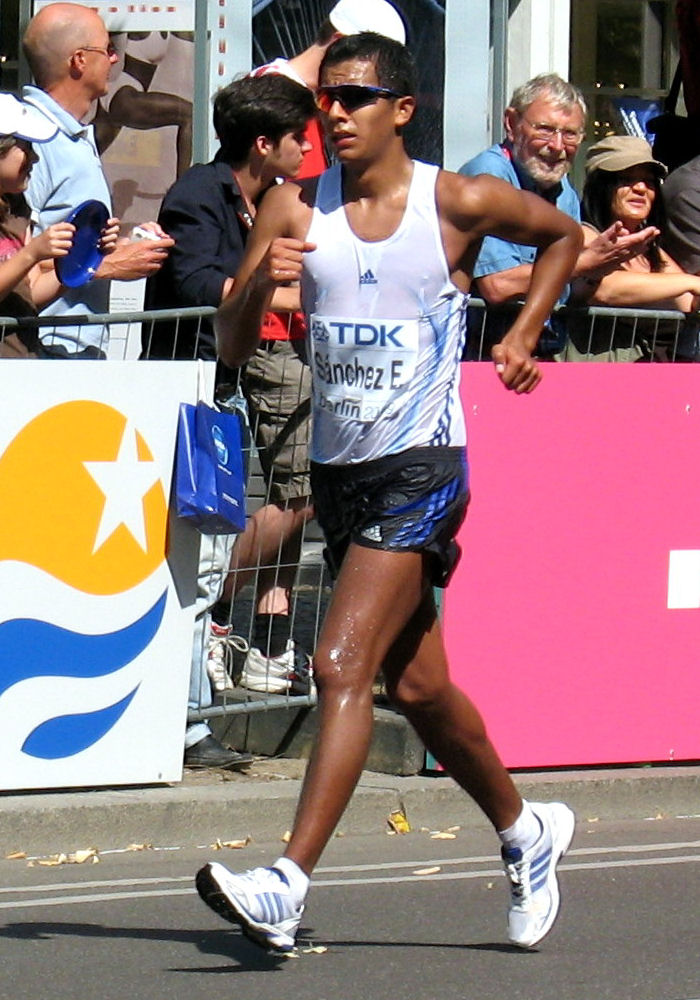
Eder Sánchez – Rang vier
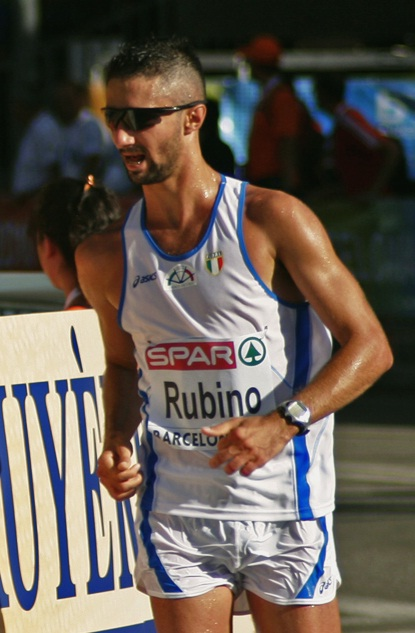
Giorgio Rubino erreichte Platz fünf
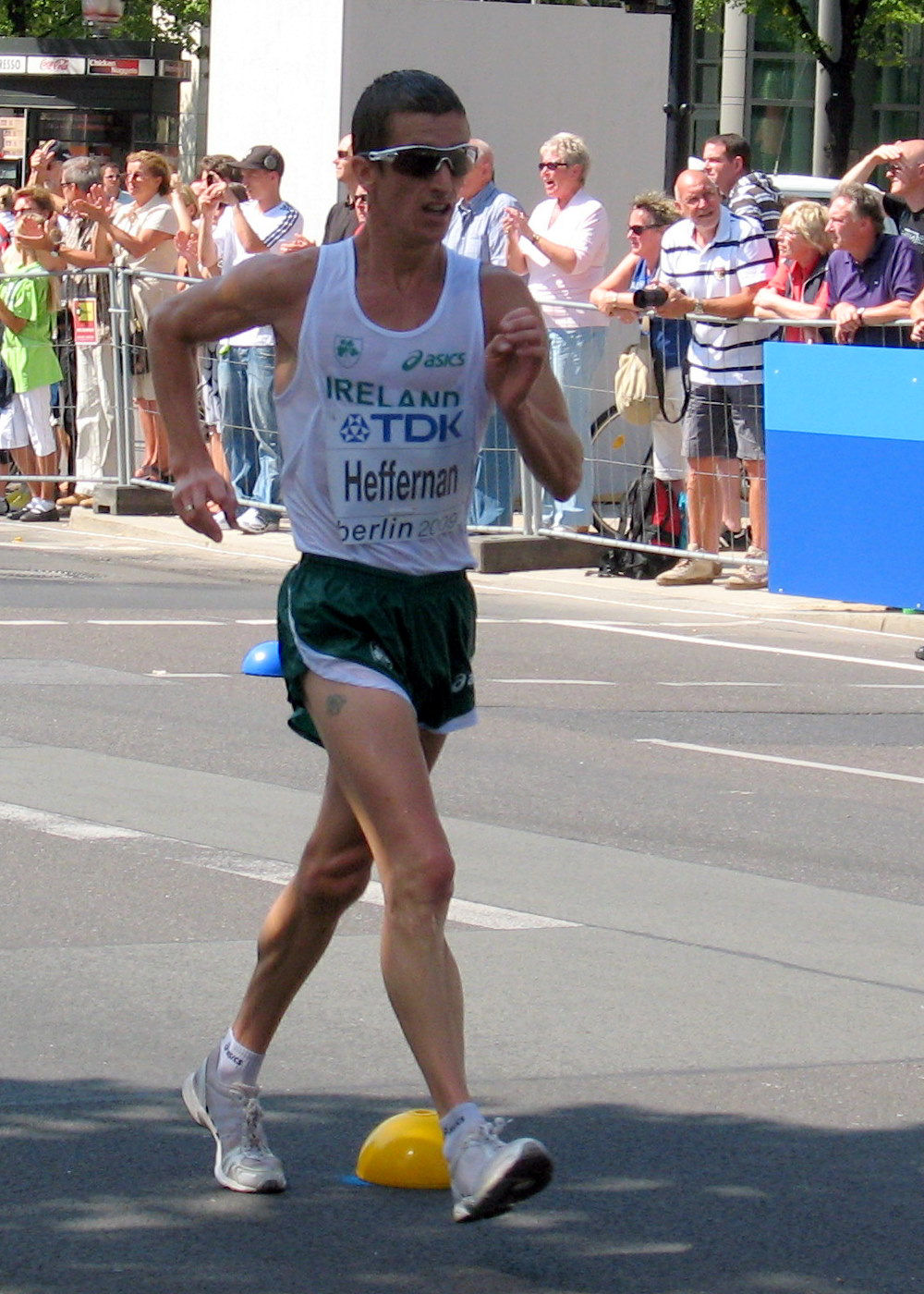
Der sechstplatzierte Robert Heffernan
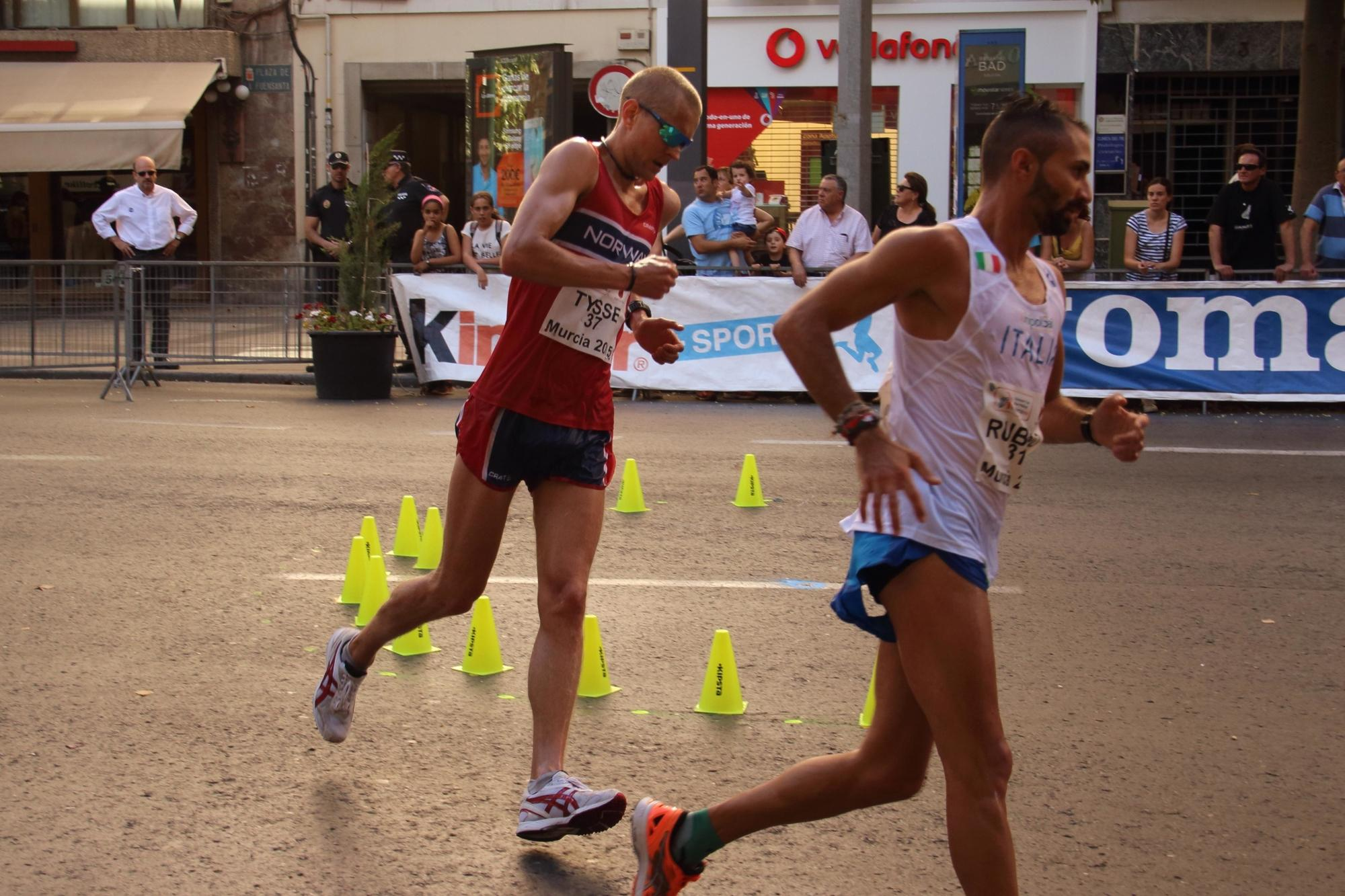
Erik Tysse – Platz acht
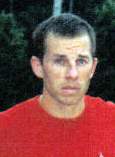
Ilja Markow, 1999 Weltmeister, 2001 Vizeweltmeister, 1996 Olympiazweiter und 1998 Europameister, wurde Neunter
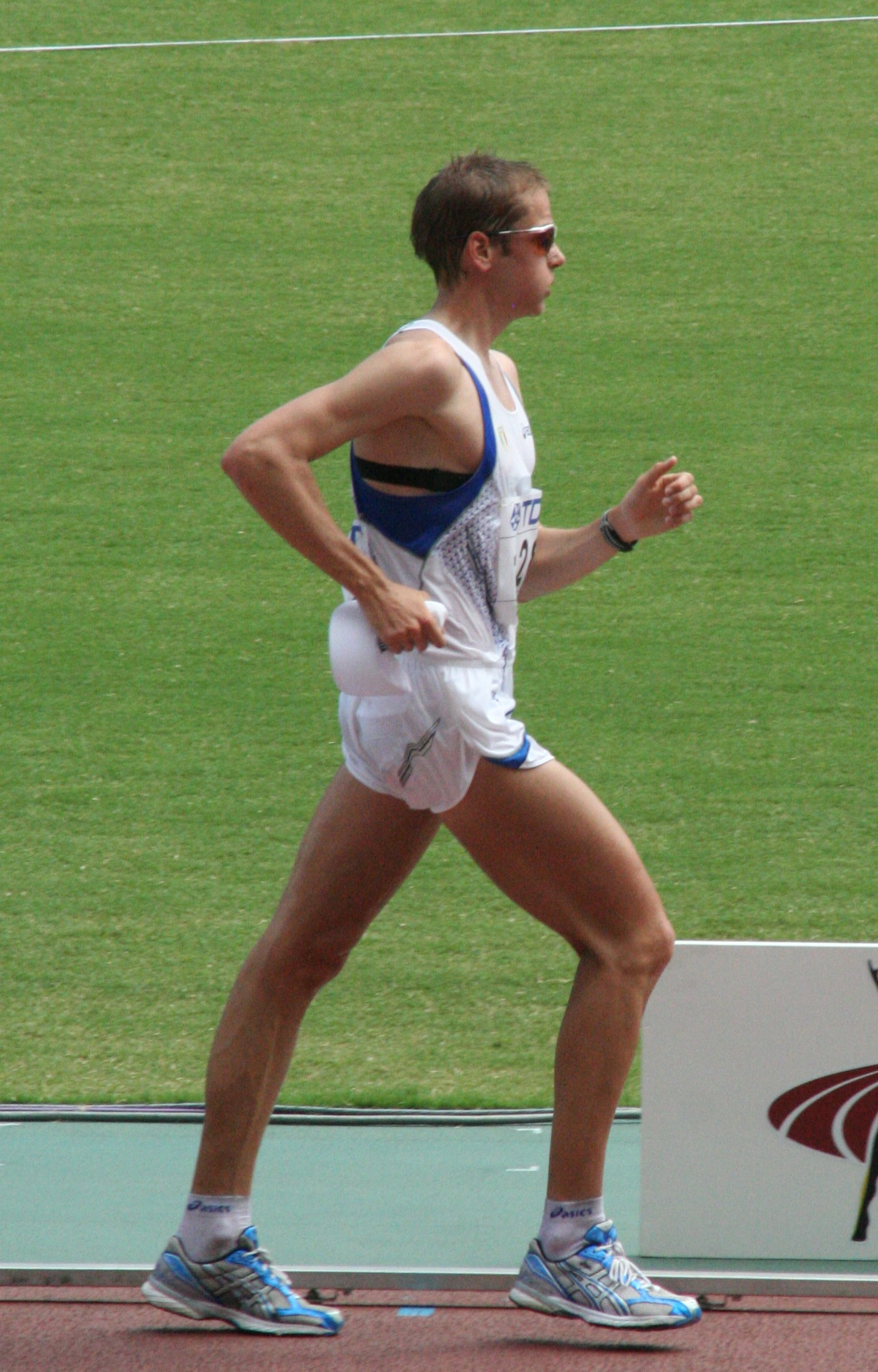
Alex Schwazer, über fünfzig Kilometer 2005 und auch in diesem Jahr WM-Dritter, kam auf den zehnten Platz
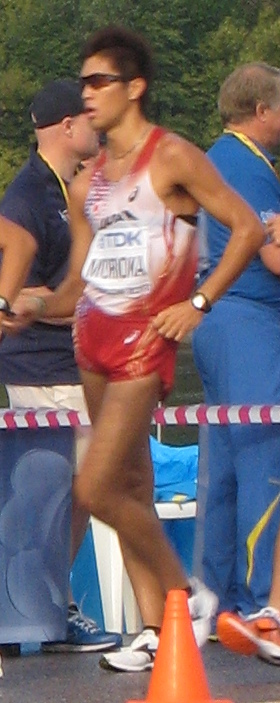
Kōichirō Morioka – Rang elf

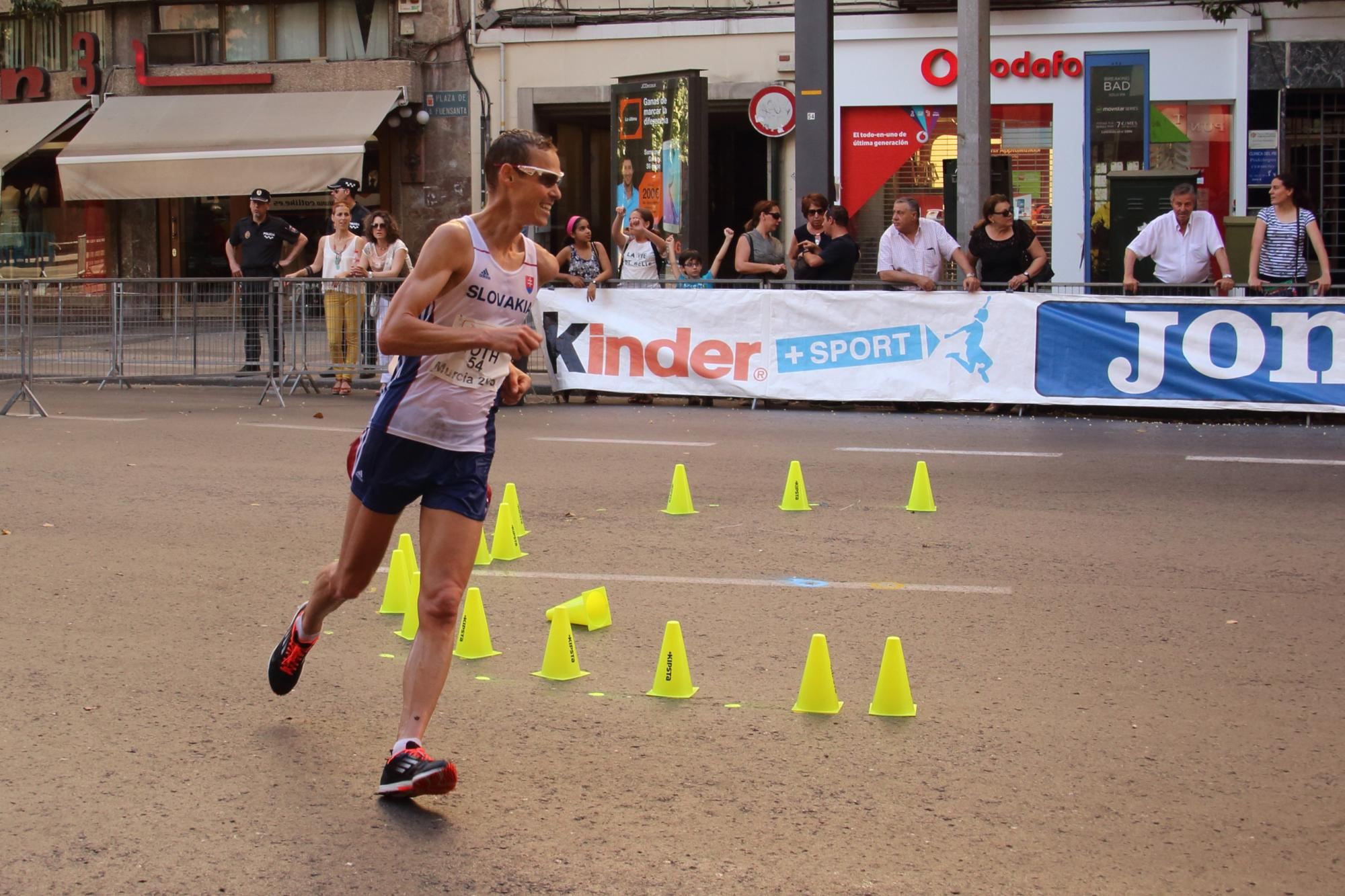
Rang dreizehn für Matej Tóth
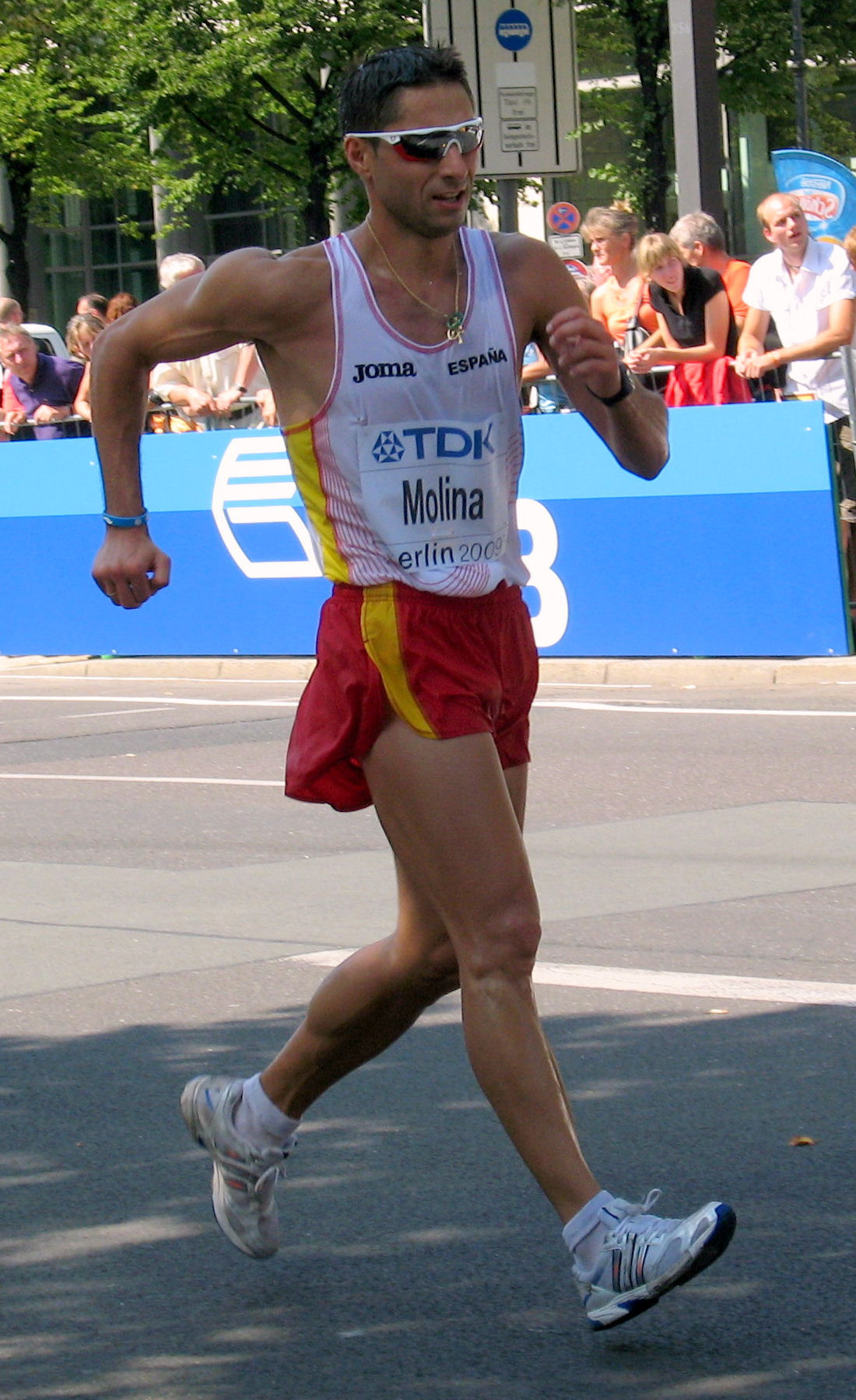
Juan Manuel Molina belegte Rang sechzehn
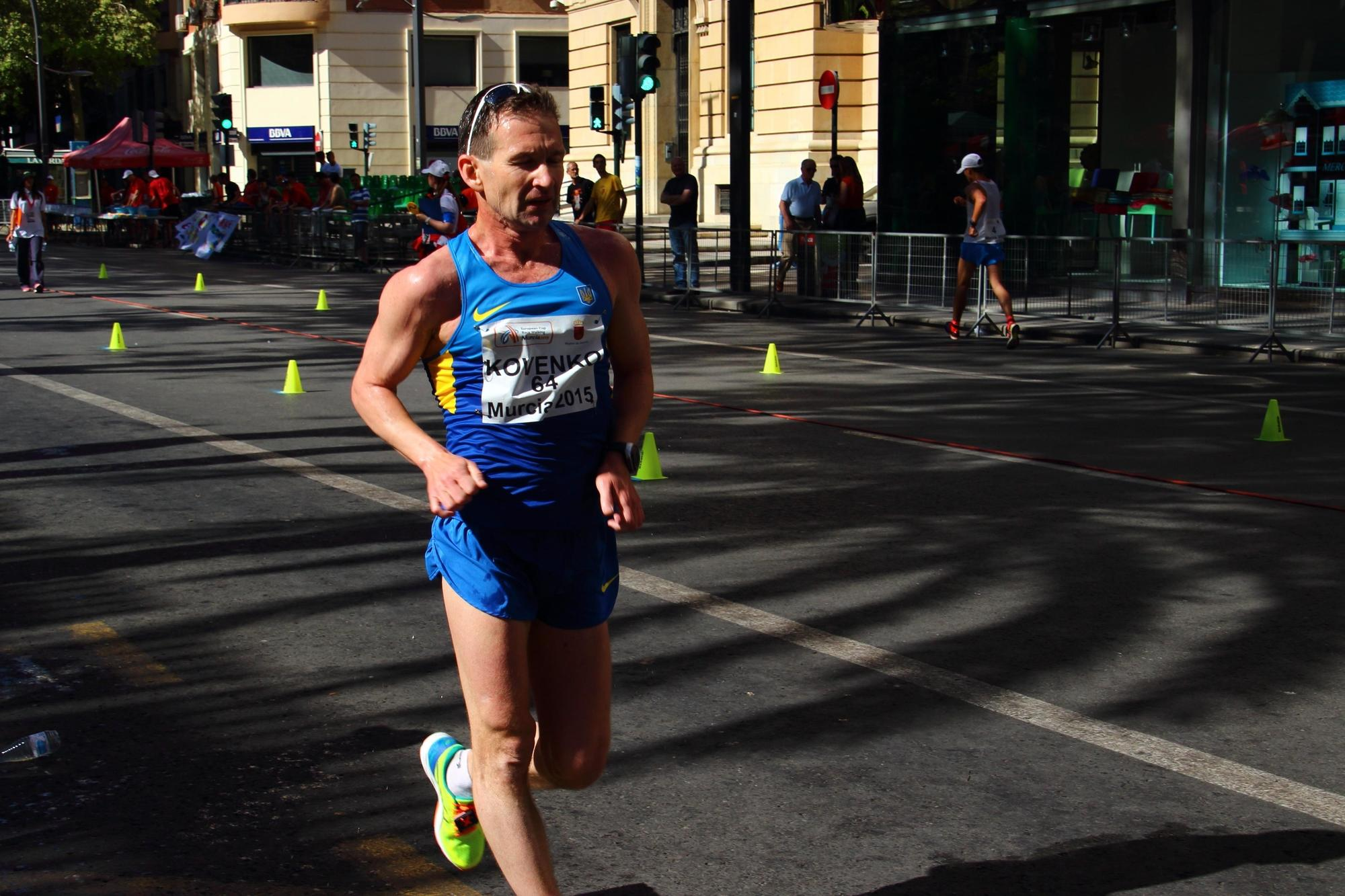
Andriy Kovenko – Rang achtzehn
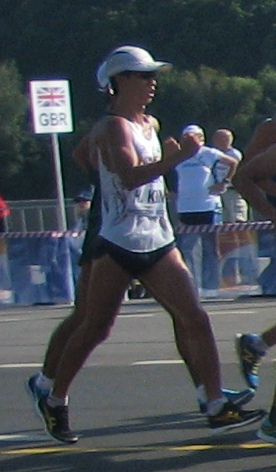
Kim Hyun-sub – Rang zwanzig
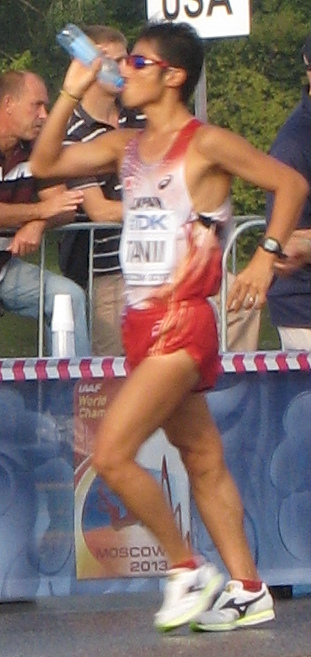
Takayuki Tanii – Rang 21
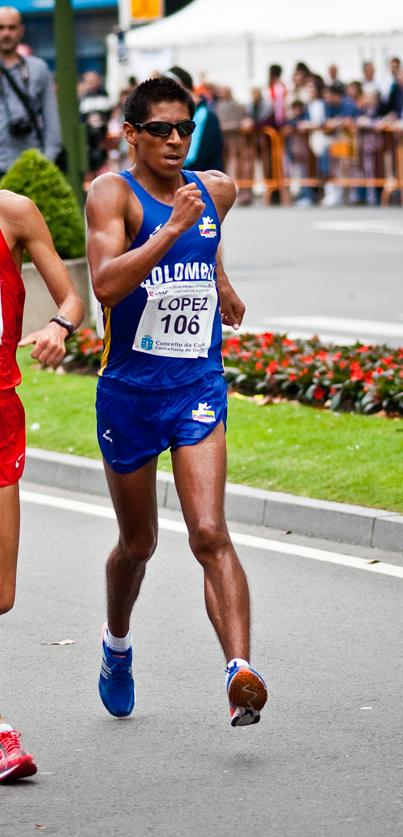
Luis Fernando López – Rang 22
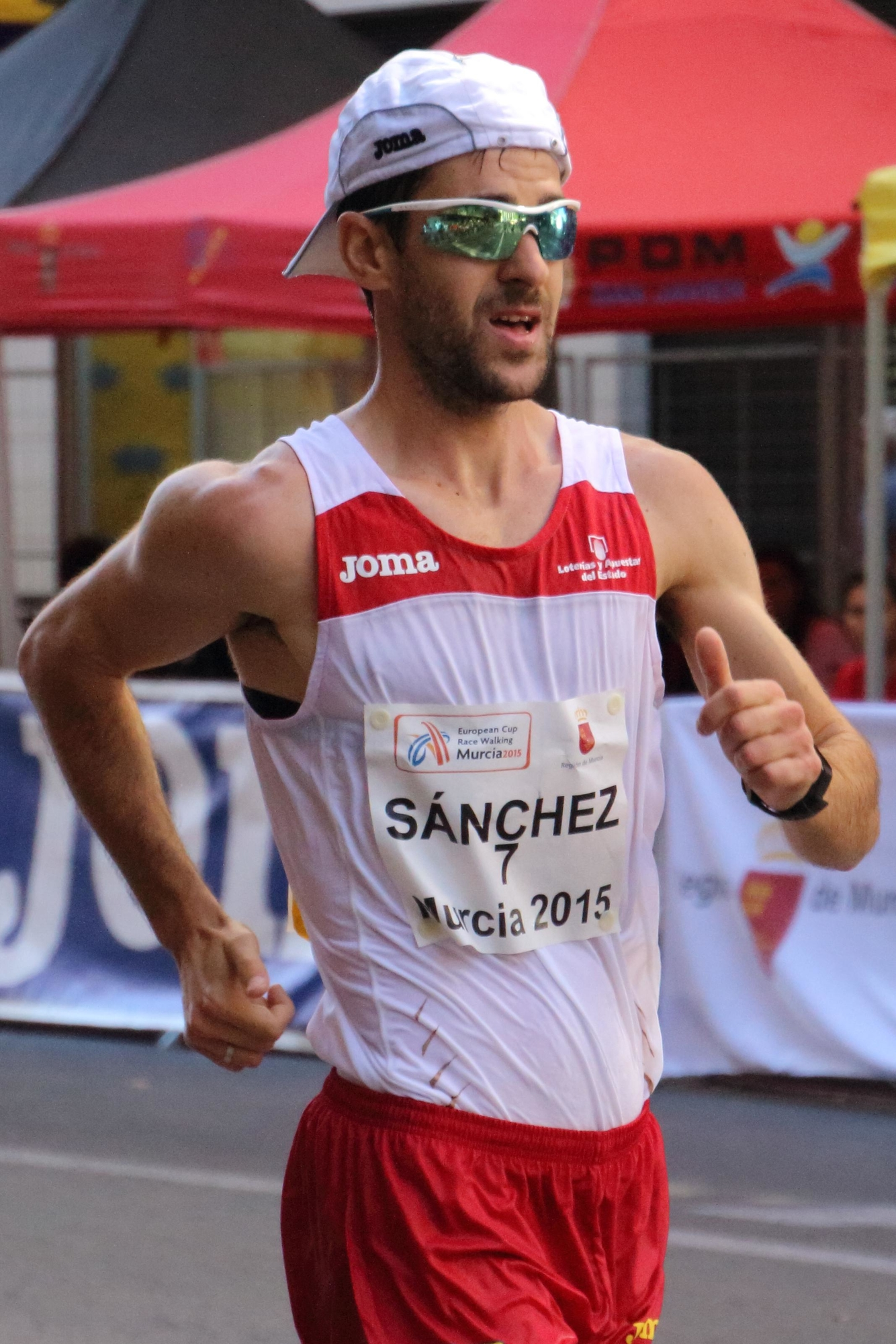
Benjamín Sánchez – Rang 23

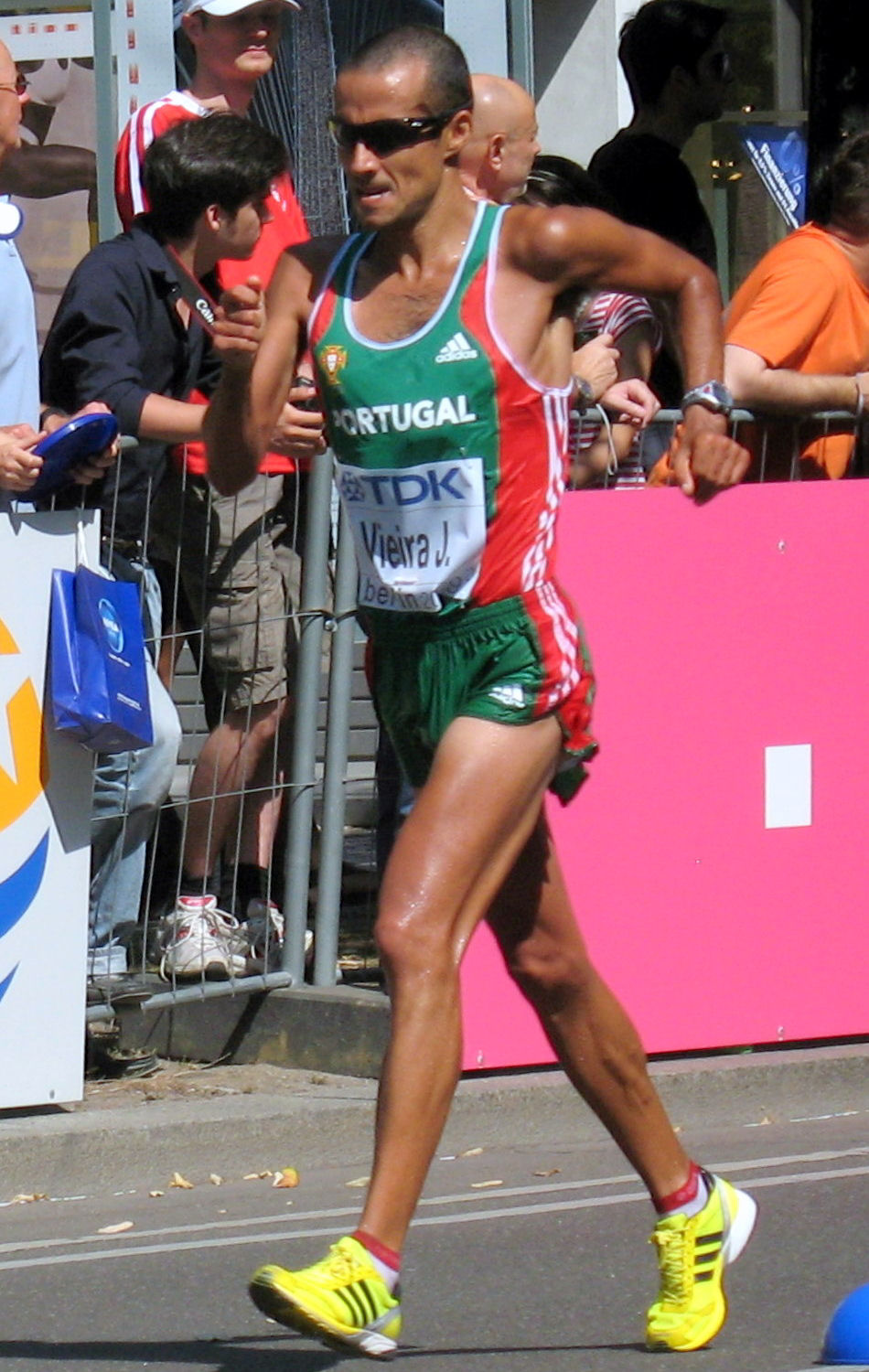
João Vieira – Rang 25
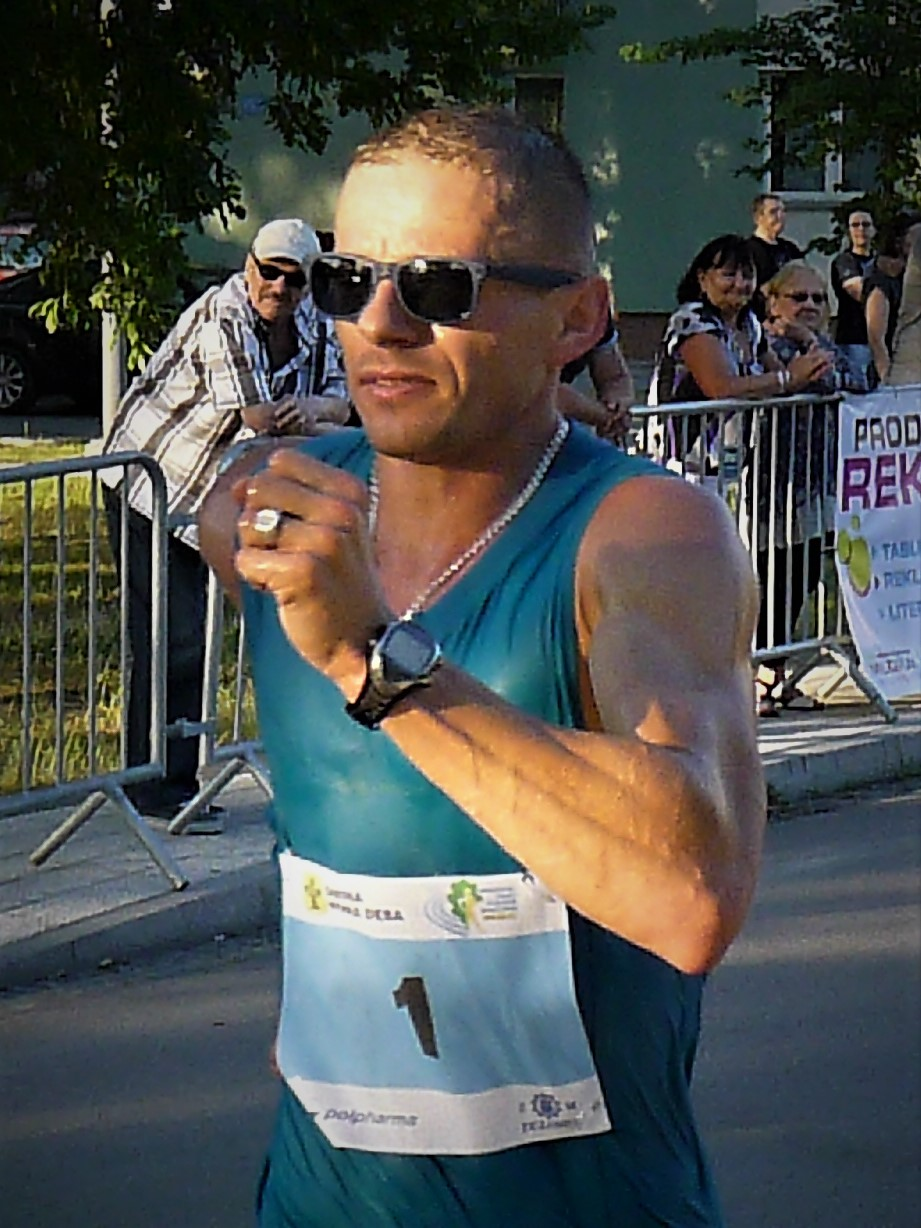
Rafał Augustyn – Rang 26
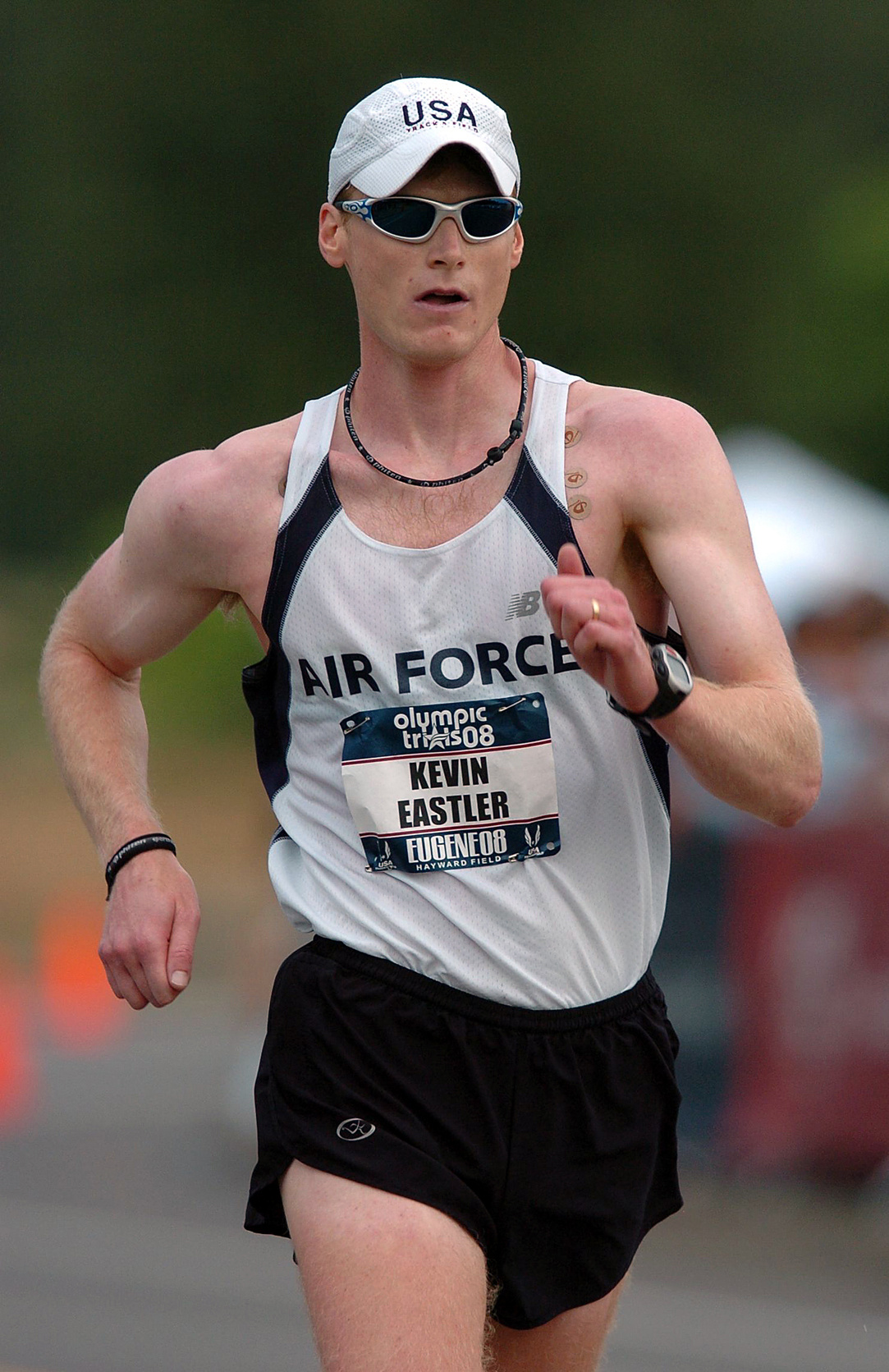
Kevin Eastler – Rang 28
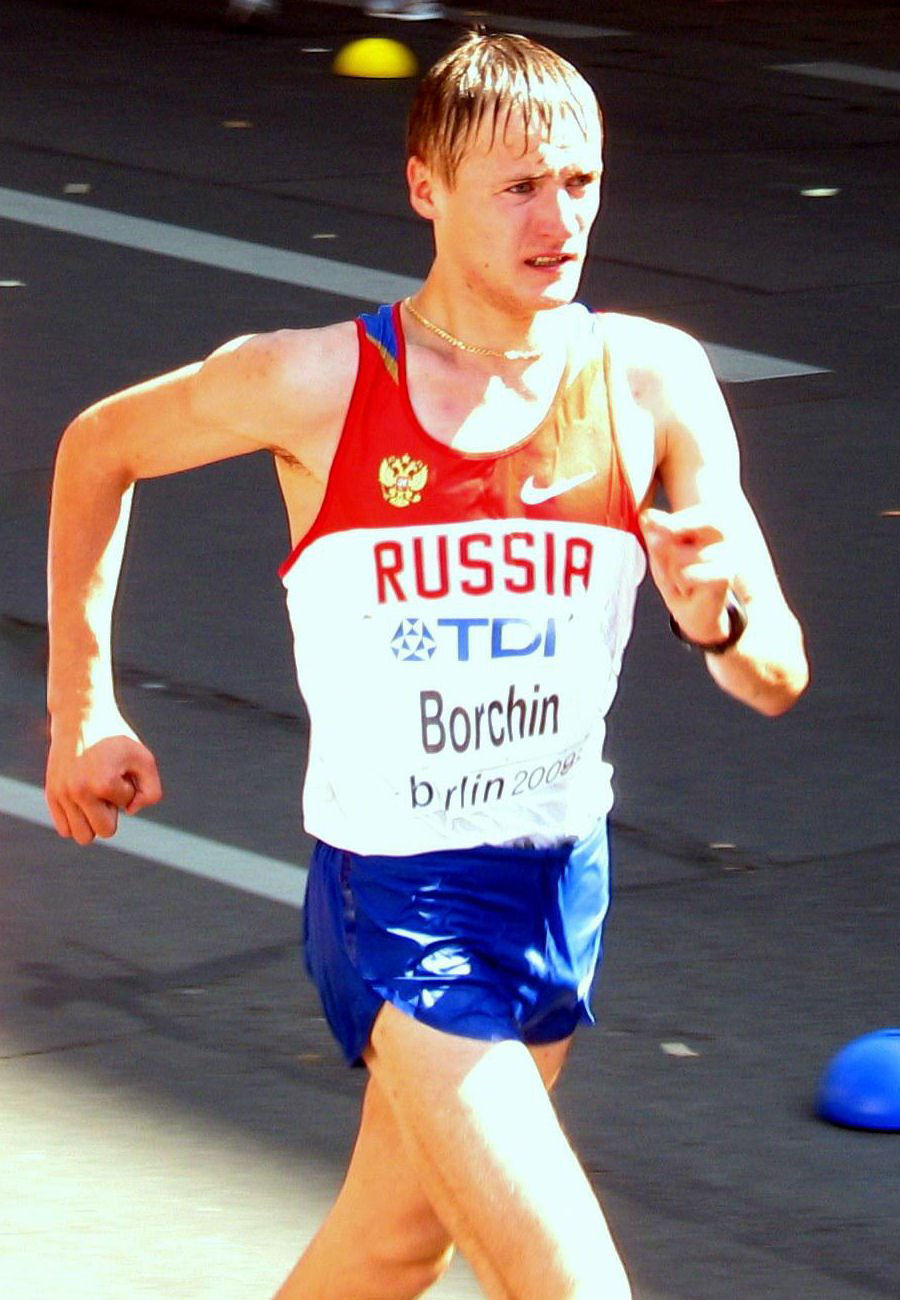
Waleri Bortschin, 2006 Vizeeuropameister – Rennen nicht beendet
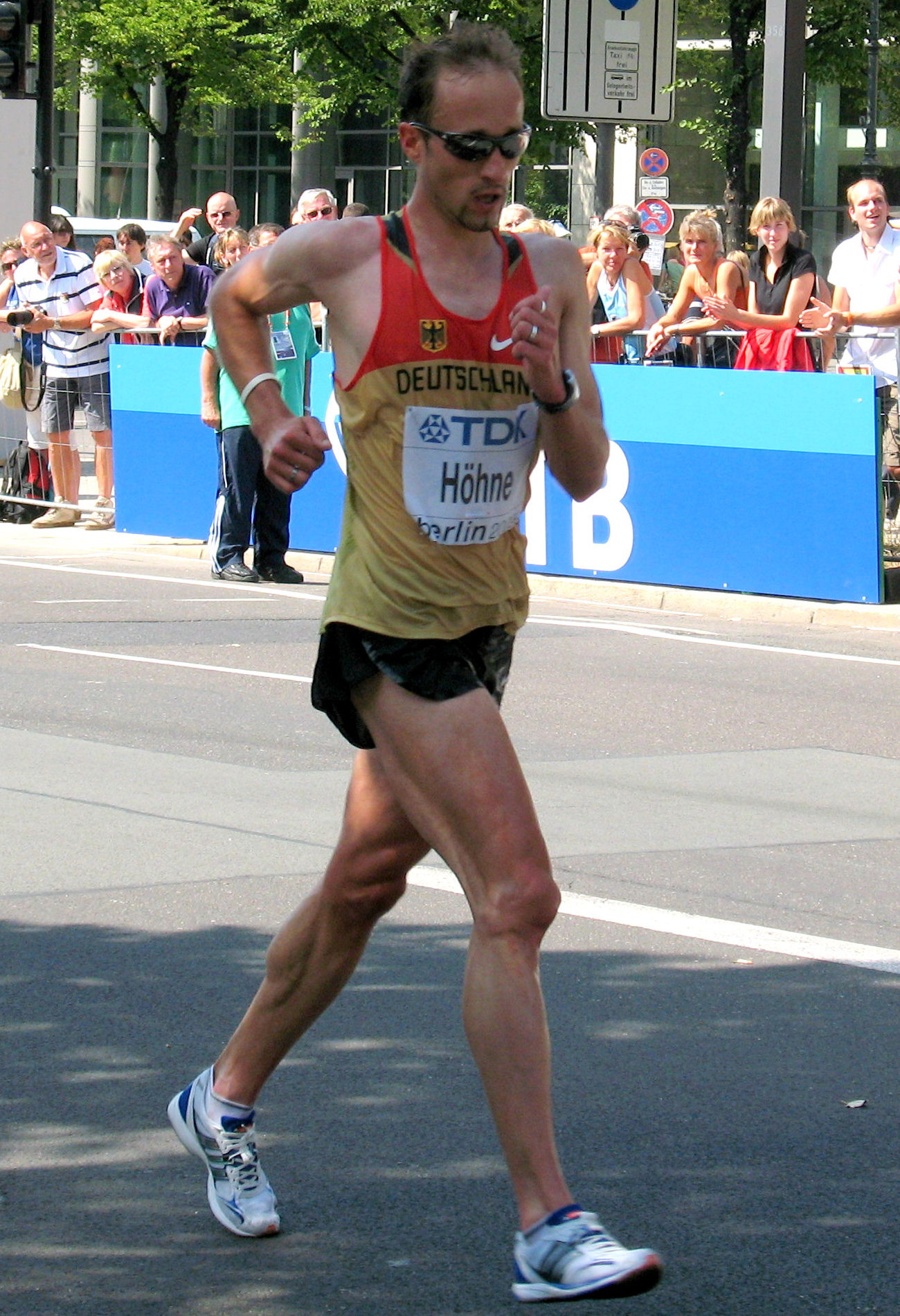
André Höhne – Rennen nicht beendet
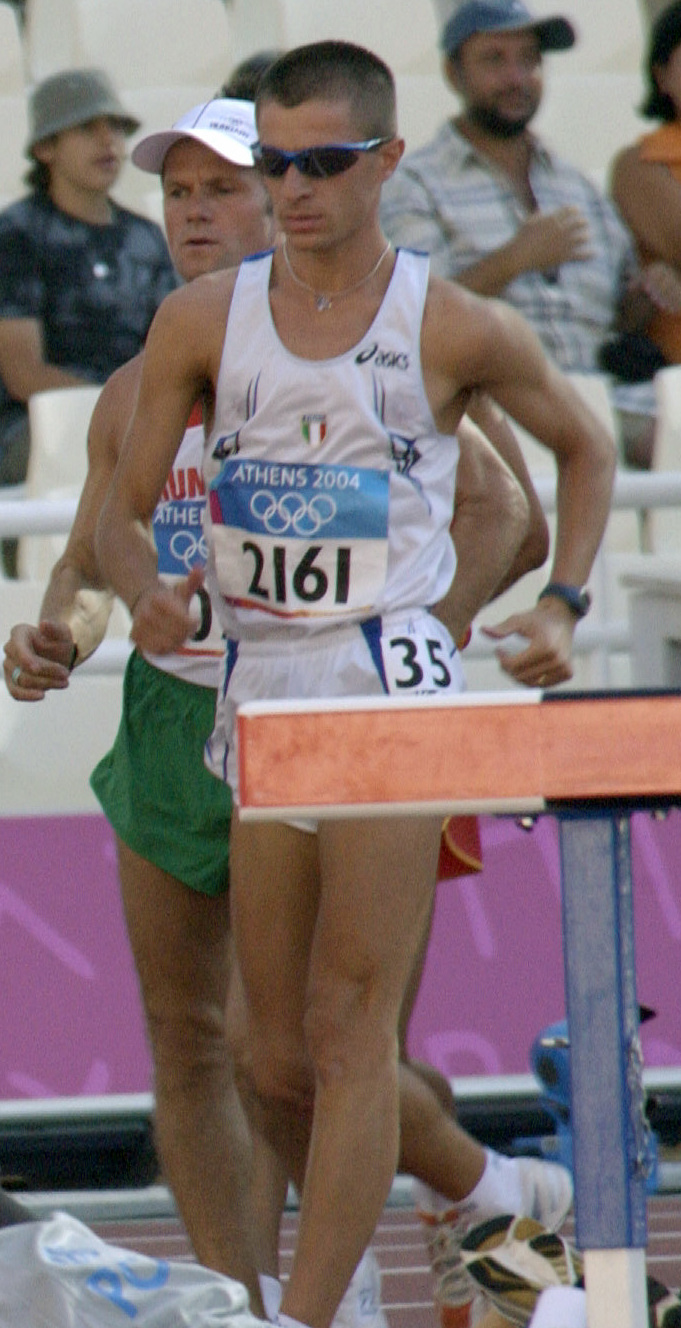
Ivano Brugnetti – Rennen nicht beendet
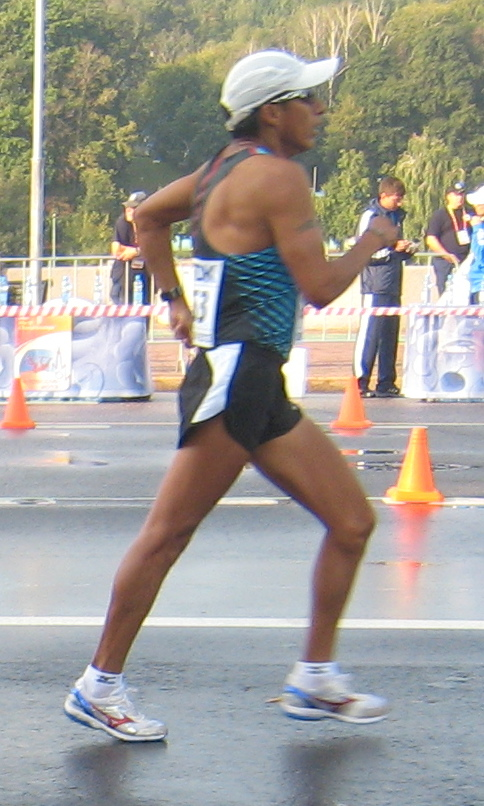
Andrés Chocho – Rennen nicht beendet

## Video
- IAAF Racewalk Championship 2007 1, youtube.com, abgerufen am 25. Oktober 2020
- IAAF Racewalk Championship 2007 2, youtube.com, abgerufen am 25. Oktober 2020
- IAAF Racewalk Championship 2007 3, youtube.com, abgerufen am 25. Oktober 2020
- IAAF Racewalk Championship 2007 4, youtube.com, abgerufen am 25. Oktober 2020
- IAAF Racewalk Championship 2007 5, youtube.com, abgerufen am 25. Oktober 2020
- IAAF Racewalk Championship 2007 6, youtube.com, abgerufen am 25. Oktober 2020